# Гринвич (исторический район)
Гри́нвич (англ. Greenwich; произн. о файле/ˈɡrɛnɪtʃ/, /ˈɡrɪnɪdʒ/, /ˈɡrɪnɪtʃ/ или /ˈɡrɛnɪdʒ/) — исторический район современного города Лондона. В нынешнем административном делении британской столицы (Большого Лондона) является частью боро Гринвич.
Название района происходит от англосаксонского «зелёная деревня» и вполне оправдывает себя: в летние месяцы наблюдается большое количество растительности.
У района весьма богатая история. Не случайно Гринвич в Лондоне официально входит в число объектов всемирного наследия ЮНЕСКО.
Находится на юго-востоке (или востоке) Лондона на берегу реки Темзы, на противоположном берегу от Собачьего острова.
В своё время Гринвич был городком в юго-восточном пригороде Лондона, причём находился от Лондона неблизко — чтобы добраться до него на лошадях, требовалось несколько часов. В наше же время от центра Лондона до него ехать всего 15 минут.
Теперь район считается очень красивым и спокойным местом, где можно провести время в парке и посмотреть достопримечательности.

## Достопримечательности
В 1997 году международная организация ЮНЕСКО включила район Гринвич в свой Список объектов всемирного наследия.
Особо Гринвич знаменит находящейся в нём Королевской обсерваторией. Через обсерваторию был проведён нулевой меридиан, который называется гринвичским, а время в его часовом поясе — временем по Гринвичу.
Раньше в городке была королевская резиденция, теперь же сохранился только маленький Дом Королевы.
Рядом с Гринвичем расположена портовая зона, поэтому его имя неразрывно связано с британским Королевским морским флотом и морской историей Великобритании.
В Гринвиче также находится одна из главных лондонских архитектурных достопримечательностей — Королевский военно-морской госпиталь, бывшая богадельня для старых моряков, позднее Королевский военно-морской колледж, а ныне Университет Гринвича и Национальный морской музей.